# Keith Whitley
Jackie Keith Whitley (1er juillet 1954 - 9 mai 1989) est un chanteur et compositeur américain de musique country. Au cours de sa carrière, Whitley n'a sorti que deux albums mais a inscrit 12 singles au classement country du Billboard et 7 autres après sa mort.
Née à Ashland dans le Kentucky, Whitley a grandi à proximité de Sandy Hook. Whitley a commencé sa carrière là-bas en 1970, jouant dans le groupe de Ralph Stanley. S'établissant comme chanteur principal de la musique bluegrass, Whitley a déménagé à Nashville en 1983 et y a commencé sa carrière d'enregistrement. Son premier single Top 20 Country Hit, «Miami, My Amy», est sorti en 1986. En 1988, ses trois premiers singles de son album studio Don't Close Your Eyes, la chanson-titre, «When You Say Nothing at All» et «I'm No Stranger to the Rain» étaient les succès numéro un. Des années d'alcoolisme ont gravement compromis sa santé et il est décédé d'une intoxication alcoolique en 1989 à son domicile de Goodlettsville à l'âge de 34 ans. Ses singles ultérieurs, "I Wonder Do You Think of Me", "It Ain't Nothin'" et "I'm Over You", sont sortis après sa mort.
En 2022, il a été intronisé au Country Music Hall of Fame.

## Biographie

### Enfance et adolescence
Whitley est le fils de Faye Ferguson (rédactrice en chef de The Elliott County News) et d'Elmer Whitley (un électricien) à Ashland dans le Kentucky, mais a grandi à 74 km de Sandy Hook et a fréquenté la Sandy Hook High School,. Il avait deux frères, Randy et Dwight, et une sœur, Mary,. La famille Whitley est d'origine anglaise et écossaise-irlandaise et vit dans la région du comté d'Elliott depuis les années 1840.
Alors que Whitley était adolescent à Sandy Hook, lui et ses amis passaient leur temps à boire du bourbon de contrebande et à faire rouler leurs voitures sur les routes de montagne à des vitesses dangereuses. Whitley était une fois dans une voiture dont le conducteur a tenté de contourner une courbe à 190 km/h. La voiture s'est accidentée, tuant son ami et brisant presque le cou de Whitley. Dans un autre incident, il a fait tomber sa voiture d'une falaise de 37 mètres de haut dans une rivière gelée, s'échappant avec seulement une clavicule cassée.
Whitley a perdu son frère Randy dans un accident de moto en octobre 1983 et son père Elmer,.

### Carrière musicale
Whitley est connu pour sa marque néo-traditionnelle de country popularisée par des artistes à succès tels que George Strait et Randy Travis.
En 1969, il participe à un concours musical à Ezel dans le Kentucky avec son frère Dwight au banjo à cinq cordes. Ricky Skaggs était également dans le concours. Skaggs et Whitley se sont tout de suite entendus et se sont rapidement liés d'amitié.
Whitley et Skaggs, tous deux âgés de 16 ans, ont été remarqués à Fort Gay en Virginie-Occidentale, par Ralph Stanley qui avait 45 minutes de retard pour un spectacle en raison d'une crevaison.[réf. nécessaire] Stanley a ouvert la porte du club et a entendu ce qu'il pensait être les Stanley Brothers jouant sur un juke-box. Cependant, c'était Whitley et Skaggs, qui "sonnaient comme moi et Carter au début".[réf. nécessaire] Les deux rejoignirent bientôt le groupe de Ralph. Whitley est devenu le chanteur principal de Stanley en 1974.[réf. nécessaire] Whitley a également joué avec JD Crowe & the New South au milieu des années 1970. Au cours de cette période, il s'est imposé comme l'un des chanteurs les plus polyvalents et talentueux du bluegrass. Son chant a été fortement influencé par Carter Stanley et Lefty Frizzell. Il a déménagé à Nashville en 1983 pour poursuivre une carrière dans la musique country et a rapidement signé un contrat d'enregistrement avec RCA Records.
Le premier album solo de Whitley, A Hard Act to Follow, est sorti en 1984 et présentait un style country plus traditionnel. Alors que Whitley travaillait dur pour atteindre son propre style, les chansons qu'il produisaient étaient inconsistantes. Les critiques considéraient l'album comme trop erratique. Whitley a perfectionné son son au cours des années suivantes pour son prochain album, L.A. to Miami.
L.A. to Miami, sorti en 1985, lui donnera son premier single à succès dans le Top 20 country, "Miami, My Amy". La chanson a été suivie de trois autres chansons à succès: "Ten Feet Away", "Homecoming '63" et "Hard Livin'". L'album comprenait également "On the Other Hand" et "Nobody in His Right Mind Would've Left Her". "On the Other Hand" a été présentée à Whitley avant que Randy Travis ne sorte la chanson en single et quand la version de Whitley n'est pas sortie en single, Travis a sorti la sienne en 1986, tout comme George Strait avec "Nobody in His Right Mind Would've Left Her".
Au cours de sa tournée pour promouvoir L.A .to Miami, il a rencontré et a commencé une relation amoureuse avec la chanteuse country Lorrie Morgan. Ils se sont mariés en novembre 1986 et ont eu leur unique enfant, un fils, Jesse Keith Whitley en juin 1987. Whitley a également adopté la fille de Lorrie, Morgan, issue de son premier mariage.
Au cours des nouvelles sessions d'enregistrement en 1987, Whitley a commencé à sentir que les chansons qu'il faisait n'étaient pas à la hauteur de ses standards, alors il a approché le RCA et a demandé si le projet de 15 chansons pouvait être mis de côté. Il a également demandé s'il pouvait jouer un rôle majeur dans la création des chansons et dans la production. Le nouvel album, intitulé Don't Close Your Eyes, est sorti en 1988, et l'album s'est extrêmement bien vendu. L'album contenait l'une des nombreuses chansons à laquelle Whitley avait participé à l'écriture au cours de ses années chez Tree Publishing, "It's All Coming Back to Me Now". Sur l'album se trouvait être un remake du standard classique de Lefty Frizzell "I Never Go Around Mirrors", et la chanson est devenue un énorme succès lors des concerts de Whitley. Les trois premiers singles de l'album - "When You Say Nothing at All", "I'm No Stranger to the Rain" et la chanson-titre - ont tous atteint la première place des charts country du Billboard à l'automne 1988 et l'hiver 1989, la chanson titre "Don't Close Your Eyes" étant classée comme la chanson country n° 1 du Billboard en 1988. Peu de temps après, "I'm No Stranger to the Rain" a également valu à Whitley son premier et unique prix de la Country Music Association en tant qu'artiste solo et une nomination aux Grammy Awards pour la meilleure performance vocale country masculine.
Début 1989, Whitley a approché le président du RCA, Joe Galante, avec l'intention de sortir "I Never Go Around Mirrors" en single. Galante a approuvé la flexibilité musicale que Whitley a obtenue avec la chanson; cependant, il a suggéré que Whitley enregistre quelque chose de nouveau et de plus optimiste. Le résultat était une chanson que Whitley avait choisie pour son album précédent intitulé I Wonder Do You Think of Me, et devait aboutir à la sortie de son prochain album.

### Mort
Le 9 mai 1989, Whitley a eu un bref appel téléphonique avec sa mère et a ensuite reçu la visite de son beau-frère, Lane Palmer. Les deux ont pris un café et prévoyaient une journée de golf et de déjeuner, après quoi Whitley prévoyait de commencer à écrire des chansons pour lui et Lorrie Morgan à enregistrer à son retour de sa tournée de concerts. Palmer est parti vers 8h30, demandant à Whitley d'être prêt à partir dans l'heure. À son retour, Palmer a trouvé Whitley inanimé sur son lit et a appelé une ambulance. Whitley a été transporté à l'hôpital où il a été déclaré mort, à l'âge de 34 ans.
La cause officielle du décès était l'intoxication alcoolique aiguë (intoxication alcoolique). Le médecin légiste du comté de Davidson, Charles Harlan, a déclaré que l'alcoolémie de Whitley était de 0,47 (l'équivalent de 20 verres d'une once de whisky à 100 degrés),,,,. Il est né en 1954 selon son certificat de naissance et son passeport, mais le RCA et sa pierre tombale ont enregistré par erreur son année de naissance en 1955,.
Le lendemain de sa mort, le Music Row était tapissé de rubans noirs à la mémoire de Whitley. Il est enterré au cimetière de Spring Hill à l'extérieur de Nashville. Sa pierre tombale se lit comme suit: "Forever yours faithfully" (première partie) et "His being was my reason" (deuxième partie). Le "yours" dans la première partie fait référence à Whitley, et le "my" dans la deuxième partie fait référence à Morgan, qui a un futur lieu de sépulture à côté de lui.

## Sorties posthumes
Au moment de sa mort, Whitley venait de terminer le travail sur son troisième et dernier album studio, I Wonder Do You Think of Me. L'album est sorti trois mois après sa mort, le 1er août 1989. L'album a produit deux autres No. 1 hits, avec la chanson titre et "It Ain't Nothin'". "I'm Over You" figurait également dans le Top 5 au début des années 1990, atteignant la troisième place.
Deux nouvelles chansons ont été ajoutées à "Greatest Hits": La première, "Tell Lorrie I Love Her" a été écrite et enregistrée à la maison par Whitley pour Morgan, initialement destinée à être une bande de travail pour l'ami de Whitley, Curtis 'Mr. Harmony' Young chantera au mariage de Whitley. Le second était "'Til a Tear Becomes a Rose", une démo de 1987 tirée de Tree qui comportait à l'origine des voix d'harmonie par l'ami d'enfance Ricky Skaggs. Lorrie Morgan, avec le contrôle créatif et la licence de l'homonyme de Whitley, a enregistré sa voix aux côtés de celle de Whitley et l'a sorti en tant que single, qui est passé au n° 13 et leur a valu le prix CMA des années 1990 pour la meilleure collaboration vocale ainsi qu'une nomination aux Grammy pour le Best Country Vocal Collaboration.
Le RCA a également publié une compilation de clips de performance (de ses jours dans les Ralph Stanley-Fronted Clinch Mountain Boys), des interviews et du matériel inédit sous le titre "Kentucky Bluebird". L'album a également produit des succès pour Whitley, y compris un duo avec Earl Thomas Conley, nommé "Brotherly Love", qui a culminé au n° 2 à la fin de 1991 et a donné à Whitley sa deuxième nomination posthume consécutive aux Grammy pour la meilleure collaboration vocale country.
En 1994, la veuve de Whitley, Lorrie Morgan, a réuni plusieurs des amis de Whitley du bluegrass et certains des grands noms de la country à l'époque pour enregistrer un album hommage à Whitley. L'album, Keith Whitley: A Tribute Album, est sorti en septembre 1994 via BNA. Il comprenait des reprises des chansons de Whitley par des artistes tels que Alan Jackson, Diamond Rio et Ricky Skaggs. L'album comprenait également quatre morceaux inédits enregistrés par Whitley en 1987, dont un que Morgan avait doublé en tant que partenaire de duo. L'album comprenait également deux chansons originales: "Little Boy Lost", co-écrite et chantée par Daron Norwood, et "A Voice Still Rings True", une chanson multi-artistes. L'interprétation d'Alison Krauss de "When You Say Nothing at All" est sortie en tant que single de l'album, atteignant le numéro 3 des charts country en 1995.
En 1995, l'album Wherever You Are Tonight est sorti, produit par Lorrie Morgan, avec des démos restaurées de 1986 à 1988, avec des techniques d'enregistrement plus nettes des années 1990 et un orchestre complet. L'album et le single du même nom ont très bien réussi dans les charts Billboard et R&R et "Super Hits" et "The Essential Keith Whitley" ont suivi en 1996. "The Essential" contenait le LP remastérisé et depuis longtemps indisponible et les débuts de Whitley, le 6 titres "A Hard Act to Follow", et une chanson abandonnée de "L.A. to Miami" de 1986, "I Wonder Where You Are Tonight".
En 2004, l'auteur-compositeur Jeff Swope a commencé à écrire un traitement cinématographique pour un film biographique sur la vie et la mort de Whitley qui a été mis de côté en 2006. Le 13 avril 2010, il a annoncé que la pré-production devait reprendre, en attendant les investisseurs.
Plusieurs projets de films illustrants la vie de Whitley étaient prévus. Une idée était une version cinématographique de "Forever Yours, Faithfully" écrit par George Vescey et Lorrie Morgan. Alors que le livre de Morgan était une référence pour la reconstitution des derniers moments de Whitley, la plupart des recherches ont peut-être été consacrées à un projet intitulé "Kentucky Bluebird", qui devait mettre en vedette l'écrivain/acteur/réalisateur David Keith. Ce projet était dans l'enfer du développement depuis plusieurs années, et a été stoppé fin 2006 également, après des difficultés de casting et de financement.

## Discographie
- 1984: A Hard Act to Follow (en) (EP)
- 1985: L.A. to Miami (en)
- 1988: Don't Close Your Eyes (en)
- 1989: I Wonder Do You Think of Me (en)
- 1991: Kentucky Bluebird (en)
- 1995: Wherever You Are Tonight (en)
- 2000: Sad Songs & Waltzes

## Récompenses et nominations

### Récompenses
Country Music Association
- Single de l'année 1989  - "I'm No Stranger to the Rain"
- Événement vocal de l'année 1990 - avec Lorrie Morgan - "'Til a Tear Becomes a Rose"

### Nominations
Country Music Association
- Chanteur masculin de l'année 1989
- Prix Horizon 1989
- Album de l'année 1990 - "I Wonder Do You Think of Me"
- Événement vocal de l'année 1992 - avec Earl Thomas Conley

Academy of Country Music
- Meilleur nouveau chanteur masculin 1985
- Single de l'année 1988 - "Don't Close Your Eyes"
- Single de l'année 1989 - "I'm No Stranger to the Rain"
- Vidéo de l'année 1991 - "Brotherly Love" avec Earl Thomas Conley